# Koźliny (przystanek kolejowy)
Koźliny – zlikwidowany wąskotorowy przystanek osobowy w Koźlinach, w gminie Suchy Dąb, w powiecie gdańskim, w województwie pomorskim. Położony był na linii kolejowej z Giemlic do Pszczółek Wąskotorowych. Linia ta została otwarta w 1888 roku. Rozebrana została w latach 50. XX wieku.